# Religion au Burkina Faso
Selon le Cinquième Recensement Général de la Population et de l'Habitation (2022), les affiliations religieuses au Burkina Faso sont réparties comme suit : 63,8 % de musulmans, 26,3 % de chrétiens (20.1 % de catholiques et 6,2 % de protestants), 9 % d'animistes (pratiquants d'une religion traditionnelle africaine), 0,2 % d'autres religions et 0,7 % de sans religion.
Une estimation de 2019 de la Central Intelligence Agency indique 63.8 % de musulmans, 26.3% de chrétiens, 9 % de pratiquants des religions traditionnelles ou de l'animisme .
Le Burkina Faso est un pays membre de l'Organisation de la coopération islamique.

## Islam

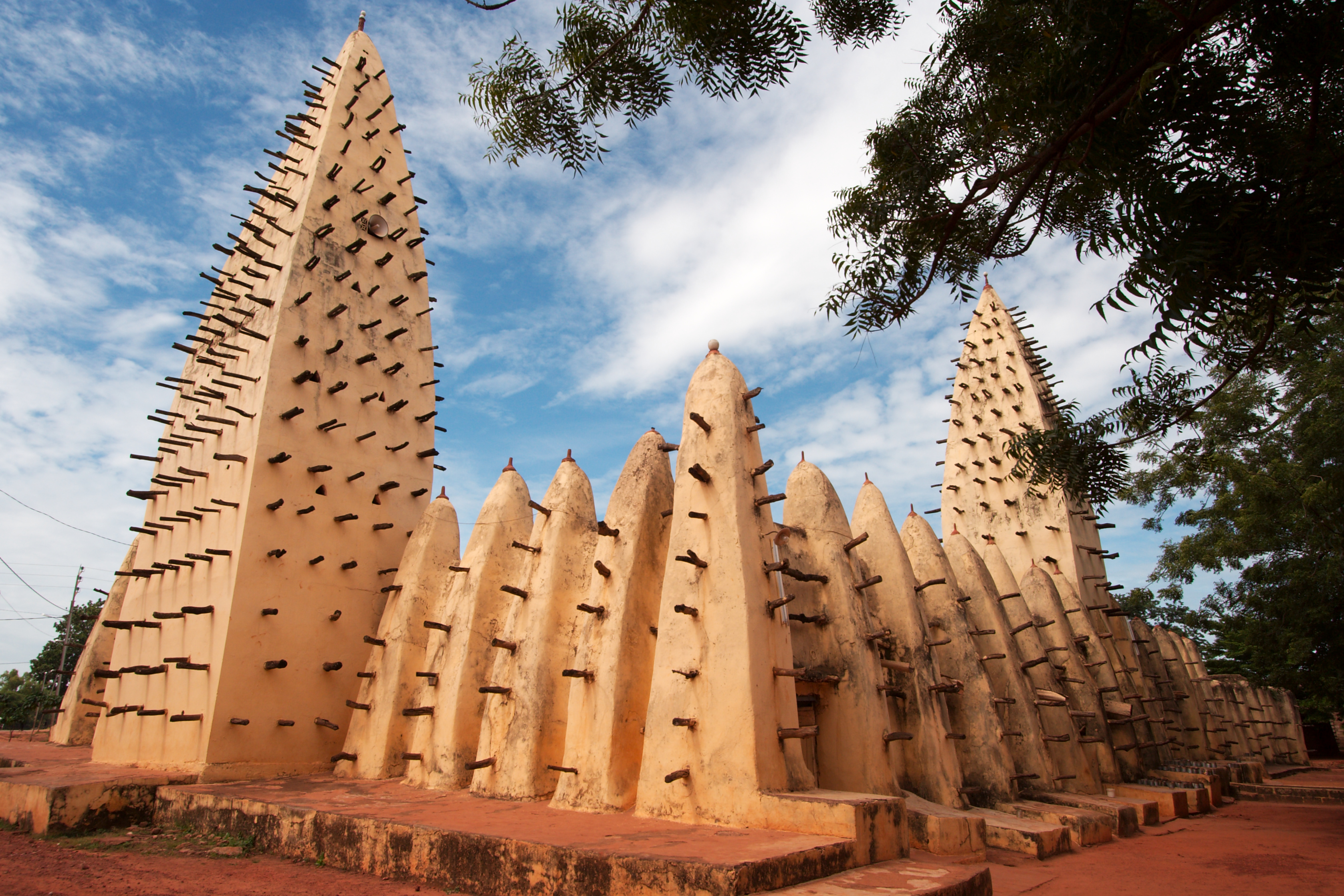
Mosquée de Bobo-Dioulasso

- Ahmadiyya in Burkina Faso (en) (Ahmadisme)

## Christianisme
- Christianisme au Burkina Faso (en)

Le christianisme apparaît (pour évangélisation des populations) en 1896.

### Catholicisme

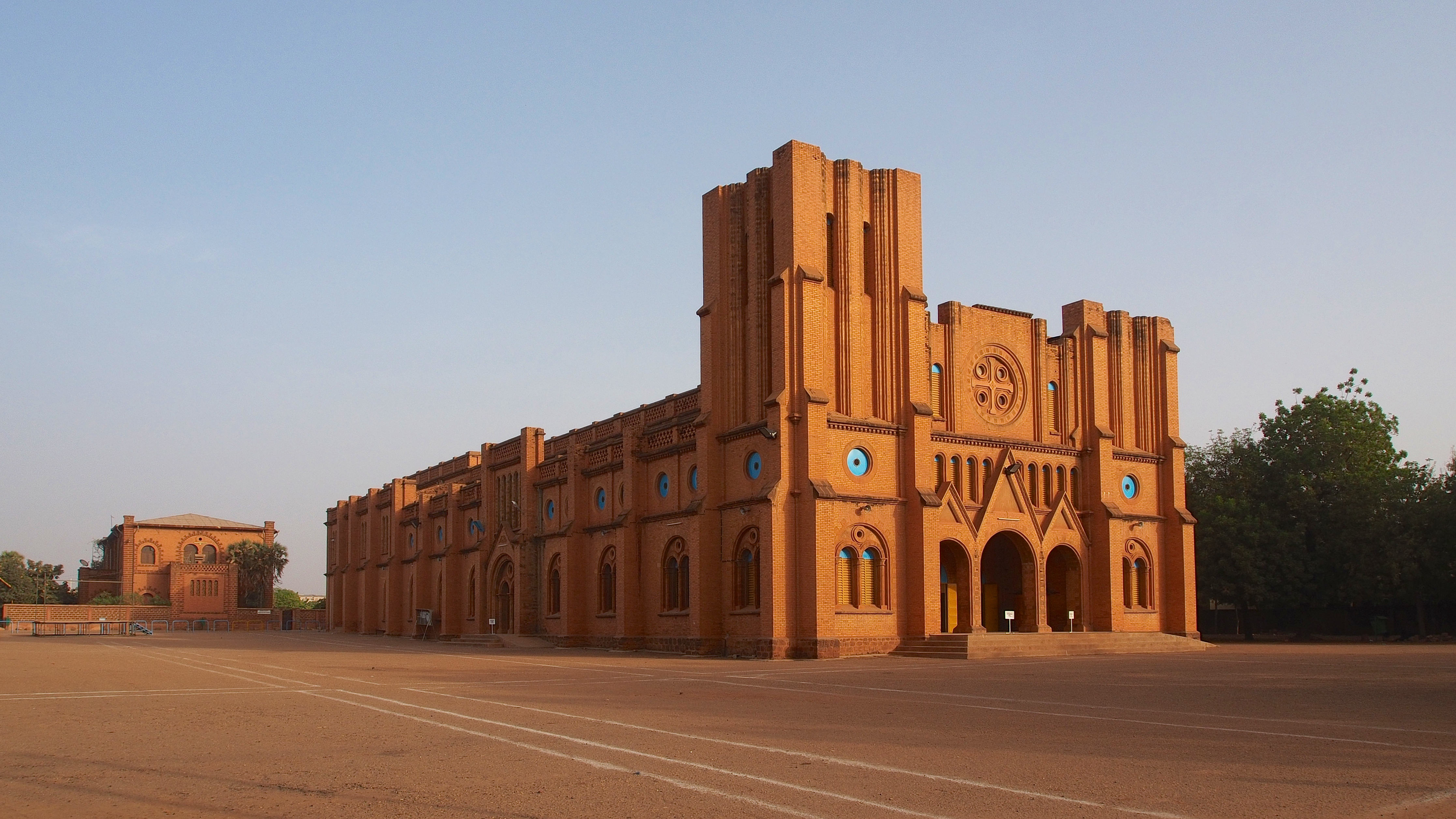
Cathédrale de Ouagadougou
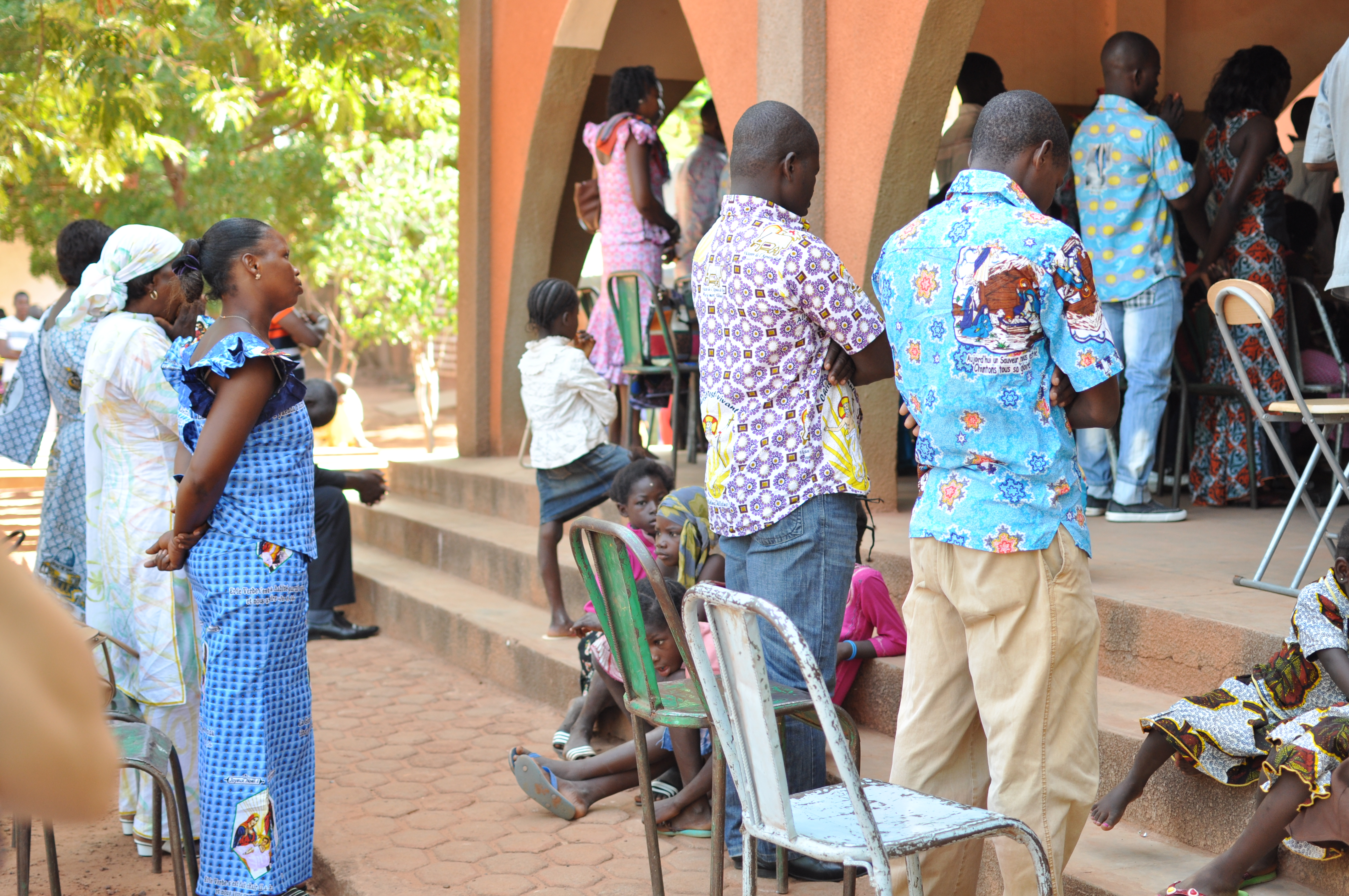
Office du dimanche dans une église de Bobo-Dioulasso

L'Église catholique est organisée en trois archidiocèses : l'archidiocèse de Bobo-Dioulasso, l'archidiocèse de Ouagadougou, et l'archidiocèse de Koupéla.
- Église catholique au Burkina Faso (en)
- Liste des cathédrales du Burkina Faso
- Cathédrale de l'Immaculée-Conception de Ouagadougou (1936)
- Sanctuaire marial de Yagma (1967)

Le Burkina Faso abrite plusieurs grands lieux de pèlerinage :
- Sanctuaire marial de Yagma,
- Notre-Dame de Dingasso,
- Notre-Dame de la Paix,
- Sainte-Famille de Budangu,
- Notre-Dame de Louda,
- Notre-Dame de Réconciliation,
- Sainte-Famille de Mundasso,
- Notre-Dame du lac de Bam.

### Christianisme évangélique
En 1921, l'Église des Assemblées de Dieu ouvre une mission . En 1923, l'Église de l'Alliance chrétienne et missionnaire ouvre également une mission 
Selon une étude de 2013 initiée par l'ONG Compassion Internationale et commanditée par la Fédération des Églises et Missions Evangéliques (FEME), il y aurait 6 094 églises évangéliques et 6 166 pasteurs . De manière plus précise, il ressort de cette étude que «79,8 % des églises sont implantées en milieu rural. Et, la région de l’Est regroupe le plus grand nombre d’églises, soit 1 073 sur les 6 094 tandis que la région du Sahel compte 112 églises. En ce qui concerne les regroupements évangéliques, contrairement aux autres fédérations, l’étude a indiqué que les Églises membres de la FEME sont représentées dans toutes les régions et totalisent 5 753 églises». L'étude a révélé que seulement 39 femmes pasteurs dont 7 sont des pasteurs principaux de leurs églises respectives et que 54,3 % des pasteurs n’ont pas franchi le niveau primaire, moins de 36,6 % ont atteint le secondaire et moins de 13,2 % le supérieur. La plus grande association d'église pentecôtiste est l'Église des Assemblées de Dieu.
En 2024, la Fédération des Églises et Missions Evangéliques comptait 14 associations membres.

## Les religions traditionnelles africaines

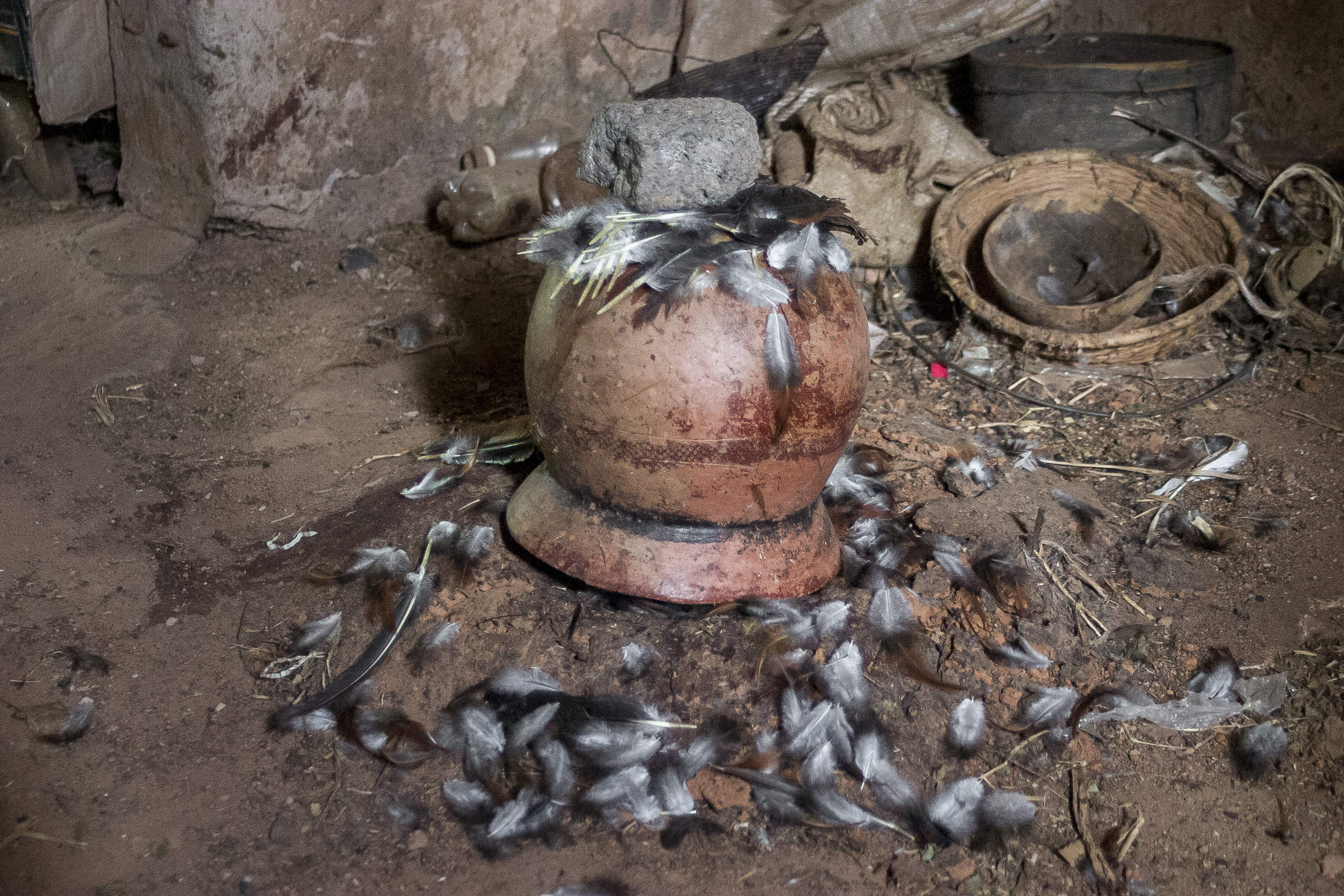
Autel de sacrifices à Banfora.

Les religions traditionnelles africaines représentent des systèmes de croyances autochtones intégrant des éléments fondamentaux tels que le culte des ancêtres, la reconnaissance d’un Être Suprême ainsi que la croyance en des esprits et en des forces de la nature. Elle est souvent assimilée à l’animisme (du latin animus, originairement « esprit », puis « âme ») qui désigne la croyance en un esprit, une force vitale animant les êtres vivants, les objets mais aussi les éléments naturels, comme les pierres ou le vent, ainsi qu'en des génies protecteurs. Les ancêtres et les esprits sont considérés comme un lien vital entre les vivants et le monde spirituel, et peuvent agir sur le monde tangible, de manière bénéfique ou non. Un culte leur est donc voué, incluant des prières, des libations et des sacrifices. Les religions traditionnelles africaines structurent l'organisation de la vie communautaire et des relations sociales.
Au Burkina Faso, les religions traditionnelles africaines sont les plus anciennes religions, présentent avant l'arrivée des trois monothéismes.
Pendant longtemps, cette religion n'était pas légalement reconnue à l'image de ces religions sœurs.
- Religions traditionnelles africaines

## Autres spiritualités
- Autres religions (1 %): bahaïsme, hindouisme, bouddhisme...
- Agnosticisme, Athéisme, Irréligion (<1 %)
- Syncrétisme

## Liberté religieuse

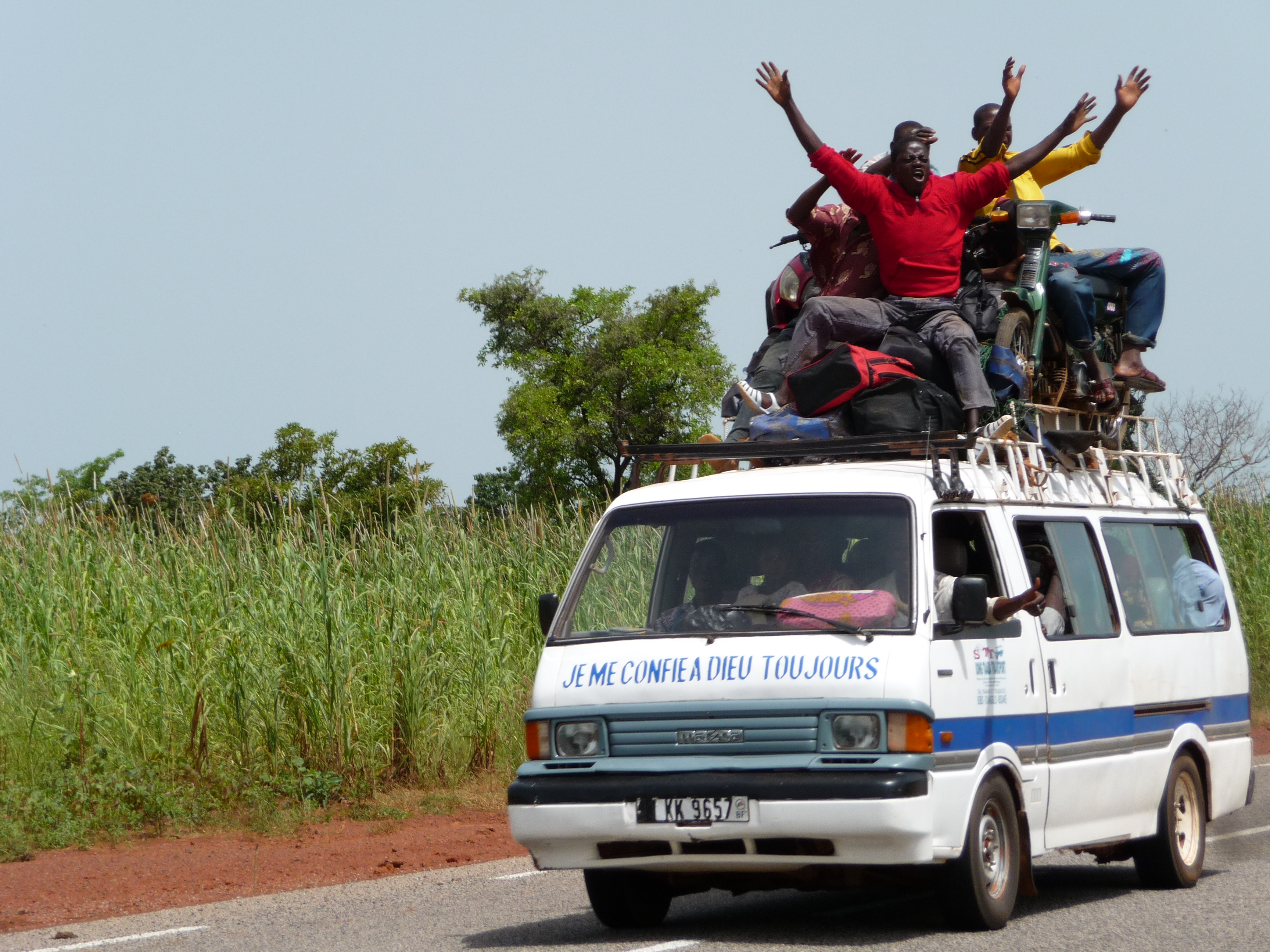
Profession de foi sur un taxi-brousse.

La liberté de culte est garantie. En effet, la Constitution burkinabè dispose que le Burkina Faso est un État laïc. Elle garantit aux personnes le droit de choisir et changer leur religion, et de pratiquer celle de leur choix.
Néanmoins, les partis politiques basés sur l'appartenance religieuse, ethnique ou régionale sont interdits. Il existe d'ailleurs l'Observatoire National des Faits Religieux, en abrégé ONAFAR, qui est une structure visant à promouvoir la coexistence pacifique entre les communautés religieuses et le respect des différences de croyance, de culture et d'opinion.
Longtemps considéré comme un exemple de coexistence pacifique des différentes religions, le pays est en proie à des tensions religieuses croissantes. L'arrivée d'un islam rigoriste des pays du Golfe ainsi que la montée en puissance d'Églises de réveil fondamentalistes et intolérantes sont vues comme une des causes du problème par l'International Crisis Group.
L'administration de l'État, héritée du colonialisme, et plus souvent chrétienne, ne reflète pas la majorité musulmane de la population. De plus, la montée du terrorisme islamiste en Afrique de l'Ouest est également pointée du doigt.
En 2017, un projet de loi controversé sur les libertés religieuses est retiré.